# 馬林杜克省

馬林杜克省在菲律宾的位置

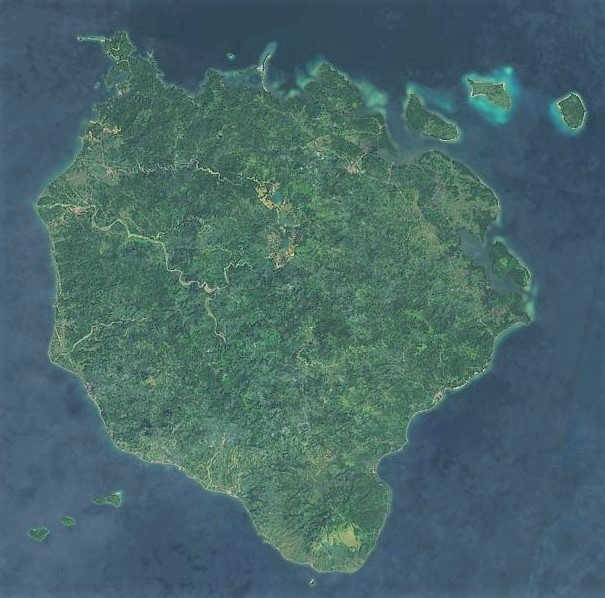
马林杜克岛

馬林杜克省（英語：Marinduque Province），是一個位於菲律賓呂宋島的省份。首府為波克。

根據地圖顯示方位，其位於呂宋島的中部（但不在呂宋本島上），向北、向東的位置為奎松省；向西的位置為東民都洛省；向南的位置則是面對朗布隆省。该岛的名称可能来自岛上的马林迪格山，意为“高耸”或“优雅”。
該省因其低犯罪率統計數據而被評為2013年菲律賓最和平的省份。

## 簡介
- 隸屬地區：民馬羅巴區
- 時區：GMT+8
- 使用語言：英語、他加祿語
- 人口：234,521人（2015年）[1]
- 面積：952.6平方公里

## 行政区划

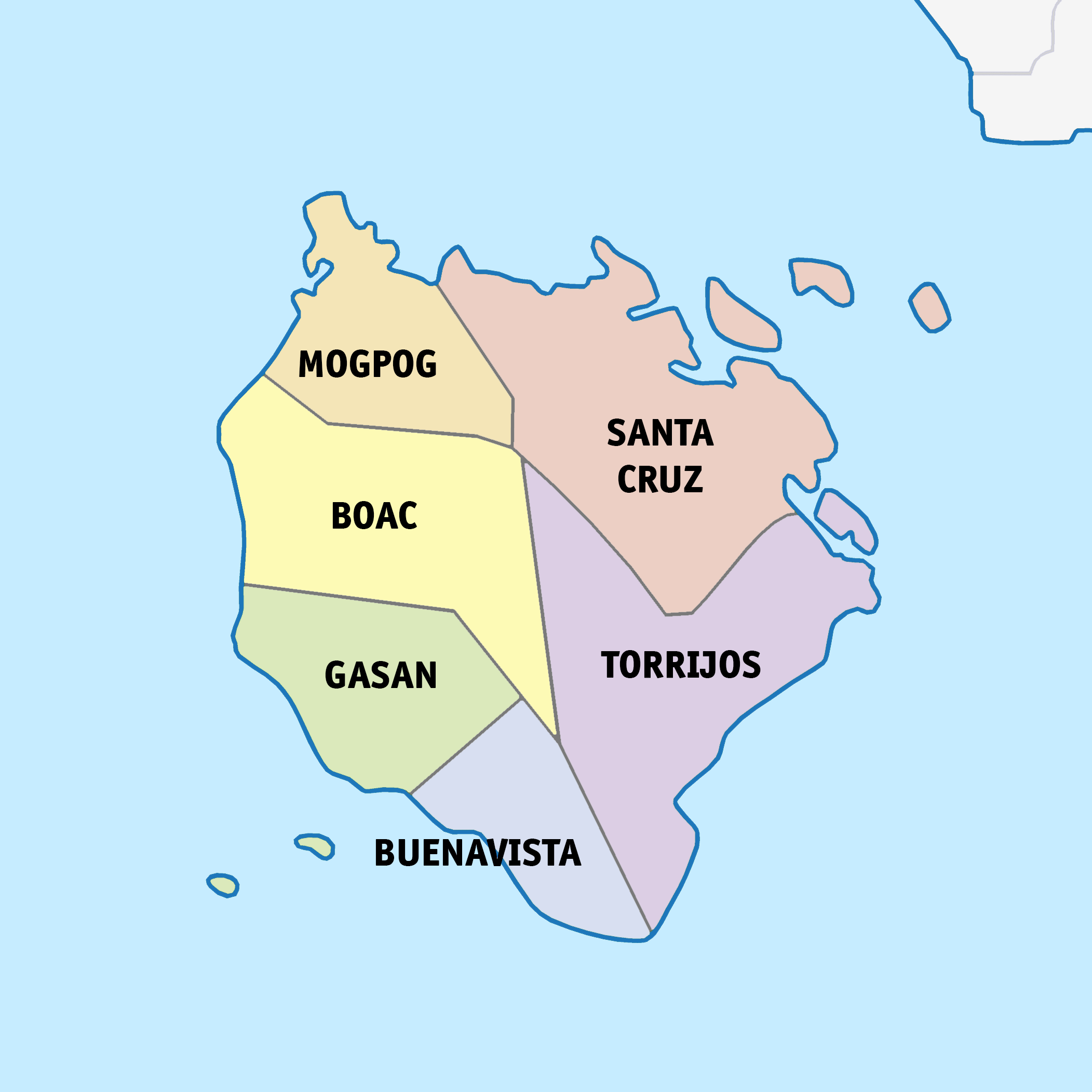
马林杜克省行政区划图

马林杜克省共有6个自治市，而又细分为218个描笼涯。